# Neverland (EP de Cosmic Girls)
Neverland é o oitavo extended play do girl group sino-coreano Cosmic Girls. Foi lançado em 9 de Junho de 2020, pela Starship Entertainment e Yuehua Entertainment, e distribuído pela Kakao M. Contém 6 faixas, incluindo o single principal "Butterfly".

## Antecedentes e lançamento
Em 11 de Maio de 2020, o grupo revelou por meio de suas contas oficiais de redes sociais de que o grupo lançaria um novo mini álbum. A lista de faixas foi revelada em 17 de Maio. Neverland e o videoclipe para a música "Butterfly" foram lançados em 9 de Junho.

## Composição
A faixa título foi composta e co-escrita por Galactika, a equipe de produção musical por trás dos maiores sucessos do grupo Itzy. Isto marca a primeira vez que trabalharam com as Cosmic Girls.
Algumas das integrantes participaram na composição e produção de algumas músicas de seu EP. Seola é creditada como uma das escritoras e compositoras de "Our Garden"; enquanto Exy é creditada como co-escritora em todas as faixas e também co-compositora em "Tra-la".

## Desempenho comercial
Neverland vendeu mais  47,000 cópias no primeiro dia de lançamento, quebrando o recorde pessoal do grupo com As You Wish, que vendeu mais de 34,000 cópias no primeiro dia de lançamento. O EP vendeu quase 53,000 cópias no fim do segundo dia, também quebrando o recorde de vendas na primeira semana estabelecido por As You Wish, que vendeu quase 50,000 cópias em sua primeira semana.
O EP estreou na segunda posição no Gaon Album Chart, enquanto que o single "Butterfly" estreou na 118ª posição no Gaon Digital Chart, na tabela datada de 7–13 de Junho de 2020. O single também chegou à 81ª posição na lista  K-pop Hot 100 da Billboard.
De acordo com a Gaon, o EP vendeu 100,719 unidades, colocando-a em sétima colocação para o mês de Junho de 2020. Se tornou, então, o primeiro lançamento do grupo a vender mais de 100,000 cópias, e também seu lançamento com o maior número de vendas, passando As You Wish.

## Lista de faixas
| N.º            | Título                     | Arranjo                                 | Duração |  |
| 1.             | "Butterfly"                | Team GALACTIKA *                        | 3:37    |  |
| 2.             | "Hola"                     | Nthonius                                | 3:29    |  |
| 3.             | "Pantomime"                | Kim Jin-hwan                            | 3:28    |  |
| 4.             | "Where You Are" (바램)     | Iggy C-no Ung Kim                       | 3:32    |  |
| 5.             | "Tra-la" (불꽃놀이)        | MAKECAKE36                              | 3:57    |  |
| 6.             | "Our Garden" (우리의 정원) | Glory Face (Full8loom) HARRY(Full8loom) | 3:05    |  |
| Duração total: | Duração total:             | Duração total:                          | 21:08   |  |

## Tabelas musicais
| Tabela (2020)              | Melhor posição |
| -------------------------- | -------------- |
| Álbuns Sul Coreanos (Gaon) | 2              |

| Música    | Tabela(2020)         | Melhor posição |
| --------- | -------------------- | -------------- |
| Butterfly | Coreia do Sul (Gaon) | 118            |

## Histórico de lançamento
| Região        | Data               | Formato             | Gravadora                                           |
| ------------- | ------------------ | ------------------- | --------------------------------------------------- |
| Coréia do Sul | 9 de Junho de 2020 | CD digital download | Starship Entertainment Yuehua Entertainment kakao M |
| Varios        | 9 de Junho de 2020 | Download digital    | Starship Entertainment Yuehua Entertainment kakao M |